# أبيلا (موريطنية)
أبيلا (بالإغريقية: Abila) تسمى أيضاً أد سبتيم فراتريس (الإخوة السبع) (باللاتينية: Ad Septem Fratres) أو اختصاراً سبتم (السبع) (باللاتينية: Septem) كانت مستعمرة رومانية في موريطنية الطنجية. وكانت مدينة قديمة موجودة الآن وسط مدينة سبتة.
موقع سبتم على الجانب الجنوبي من مضيق جبل طارق جعل منها نقطة تجارية وعسكرية مهمة لكثير من الثقافات، ابتداء من القرن الخامس قبل الميلاد مع القرطاجيين (الذين أطلقوا على المدينة اسم أبيلا).
في وقت لاحق تمت إعادة تسميتها نسبة لسبعة جبال صغيرة محيطة بها Septem Fratres أي الإخوة السبع وذلك من قبل بومبونيوس ميلا الذي أطلق اسمه على حصن روماني معروف باسم كاستيلوم أد سبتيم فراتريس.